# Sponsorizzazioni nel calcio italiano

La "R" del Lanificio Rossi, sulle divise del dal 1953 al 1989, rappresentò l'abbinamento più duraturo e famoso nel calcio italiano tra azienda e club.

Le sponsorizzazioni nel calcio italiano sono una pratica commerciale – relativa sia squadre di club e nazionali, oltreché campionati, coppe e singoli giocatori – permessa e regolamentata dalla fine degli anni 1970, ma che già nei decenni precedenti aveva visto numerosi tentativi di applicazione.

## Storia
Fin dagli albori del calcio in Italia, i club hanno cercato di ottenere profitti legandosi a degli sponsor. Questo era l'obiettivo delle stesse aziende, che vedevano ovviamente nel calcio un efficace medium per pubblicizzare i propri marchi e prodotti, grazie alla sua popolarità che ne fece in breve lo sport nazionale per eccellenza.
La pratica delle sponsorizzazioni – riguardante sia fornitori tecnici che sponsor commerciali – venne però a lungo severamente osteggiata e proibita dalla Federazione Italiana Giuoco Calcio, che per molti decenni vietò alle società di "sporcare" le divise da gioco con dei marchi estranei al mondo del calcio; tutto ciò a differenza di quanto invece già accadeva, contemporaneamente e con più libertà, in altre discipline a carattere nazionale quali ciclismo, pallacanestro e pallavolo: il connubio sport-sponsor era infatti generalmente malvisto, in quanto si riteneva che la purezza dell'agonismo dovesse essere in qualche modo salvaguardata da qualsiasi venalità commerciale.

## Evoluzione

### Club

#### Calcio e dopolavoro
Nel 1925 il regime fascista all'epoca al potere in Italia istituì l'Opera Nazionale del Dopolavoro, associazione atta al compito di occuparsi del tempo libero dei lavoratori attraverso varie attività, nelle quali era compresa quella sportiva. In questo ambito molte aziende crearono così la propria squadra di calcio composta dai propri lavoratori, oppure contribuirono ad affiancare il loro nome a quello di squadre già esistenti (in particolare di livello dilettantistico) consentendo ai propri dipendenti di affiliarsi a queste società: fu il caso del CRDA Monfalcone (Dopolavoro Aziendale Cantieri Riuniti dell'Adriatico Monfalcone, portò questo nome fino al 1964), del BPD Colleferro (dopolavoro dell'azienda chimica Bombrini Parodi Delfino), della SIAI Marchetti (dopolavoro dell'omonima ditta aeronautica con sede a Sesto Calende, che nel 1934 acquisì la società della Sestese, cambiando poi nome in Savoia Marchetti nel 1938), della Cirio (dopolavoro dell'omonima azienda alimentare, portò questo nome dalla nascita nel 1935, alla fusione con l'Internapoli nel 1964) e del Marzotto Valdagno (dopolavoro del lanificio Marzotto, noto come Dopolavoro Aziendale Marzotto (DAM) Valdagno dal 1926 al 1946 e come Marzotto Valdagno dal 1946 al 1970).
Tuttavia si era ancora lontani dal concetto di sponsorizzazione, seppur le aziende cominciassero a entrare nel mondo del calcio. L'associazione dopolavorista mise però le basi per le modalità dell'abbinamento.

#### La pratica dell'abbinamento

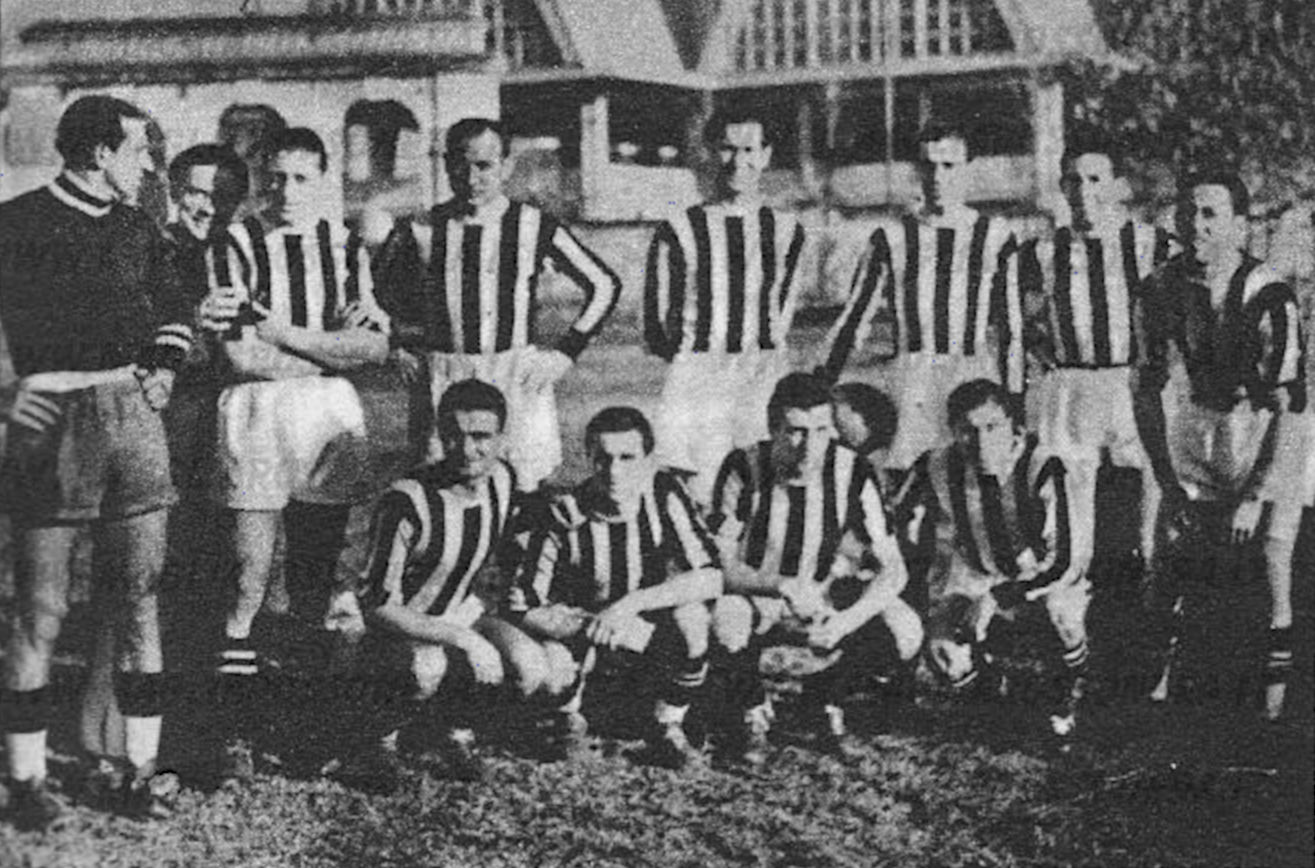
La Juventus Cisitalia 1944, spesso accreditata sulla stampa unicamente come Cisitalia.

Per ovviare al divieto della Federazione, tra i club italiani iniziò a farsi strada la formula dell'abbinamento, consistente nell'affiancare il nome di un'azienda alla denominazione societaria di un club sportivo, unendo le rispettive ragioni sociali. Come ancora oggi stabilisce il Regolamento delle divise da gioco, la FIGC e la Lega Calcio hanno il veto sul disegno delle maglie ma non sullo stemma societario di un club: una squadra può quindi scegliere liberamente il proprio nome e il proprio stemma, senza il rischio di violare le regole e incorrere in sanzioni.
Precursore di ciò può essere inteso quanto accadde a Torino durante gli anni della seconda guerra mondiale. Per proseguire l'attività agonistica in una situazione di emergenza, e soprattutto evitare ai propri tesserati la chiamata alle armi, Juventus e Torino si associarono ai gruppi sportivi delle case automobilistiche cittadine Cisitalia e FIAT rispettivamente, facendo così passare i loro calciatori come operai necessari al fabbisogno nazionale e quindi esentati dal servizio di leva: sorsero così nel 1944 i fugaci connubi della Juventus Cisitalia e del Torino FIAT poi sciolti al termine del conflitto.

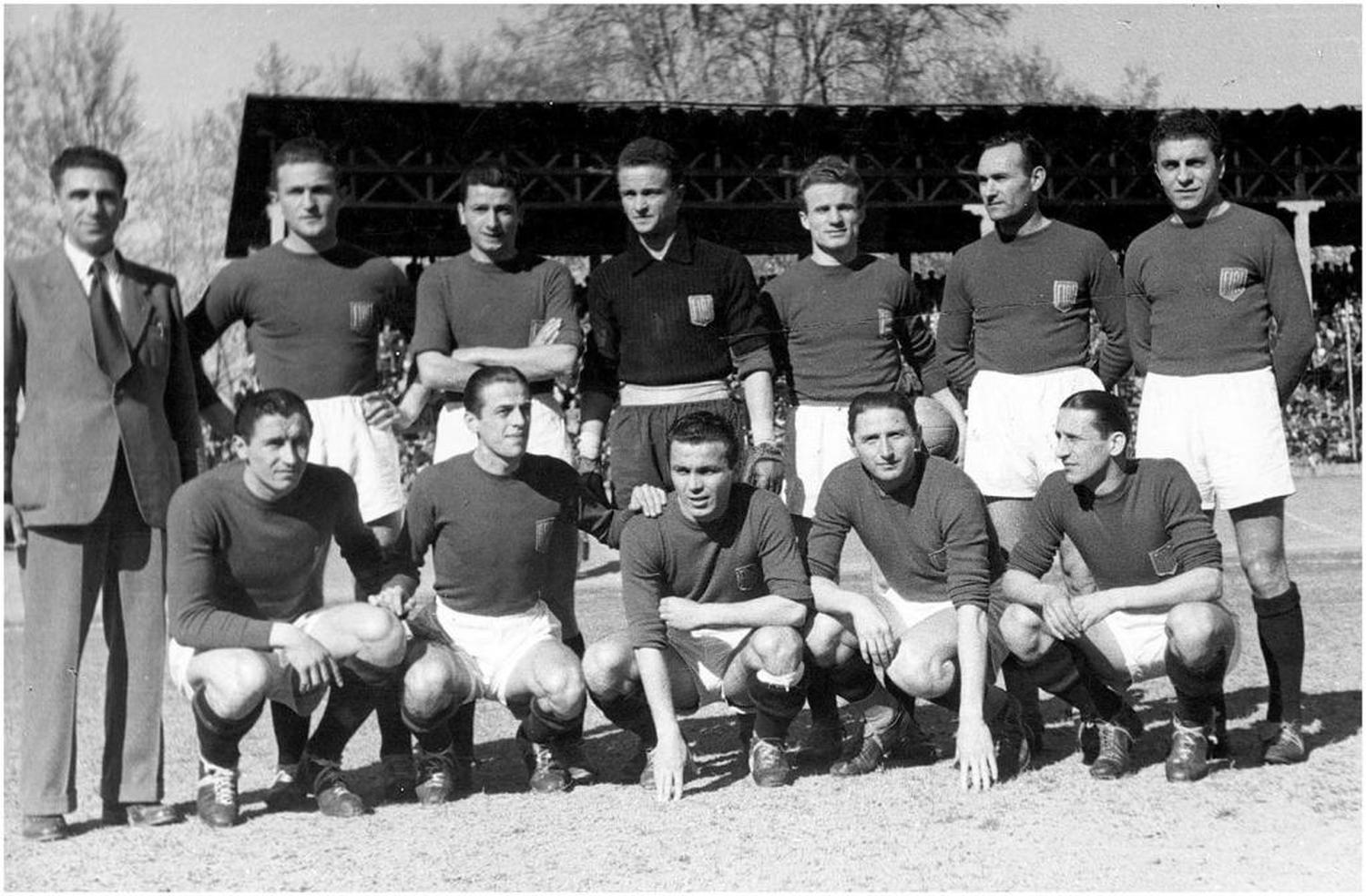
Il Torino FIAT 1944: il logo della casa automobilistica venne usato come stemma sulle maglie.

Durante questi brevi intermezzi, i bianconeri non vivranno mutamenti sulla loro maglia – pur se gli organi di stampa identificarono sovente la formazione col solo nome Cisitalia –, mentre i granata apporranno sui petti delle loro casacche, a mo' di stemma societario, il logo dell'azienda della famiglia Agnelli.

##### Dal Lanerossi Vicenza al Talmone Torino
Approfittando di questo vuoto normativo, è nel secondo dopoguerra che la pratica dell'abbinamento prese piede nel mondo del calcio italiano. Tra i vari esempi affacciatisi nella storia della Serie A, il più noto, fortunato e longevo rimane quello del L.R. Vicenza, risultato dell'acquisizione della squadra berica da parte del Lanificio Rossi; l'azienda aveva peraltro già attuato la medesima operazione con le compagini minori dello Schio e del Piovene nei primi anni 1940. La nuova società vicentina si contraddistinse subito per la caratteristica "R", spesso colorata di blu, inserita come stemma sulle maglie, a richiamare il marchio del lanificio: questo abbinamento, nato nel 1953, proseguirà con successo fino al 1990 (anche se la "R" scomparve dalle maglie biancorosse già nel 1989), ben oltre la legalizzazione delle sponsorizzazioni in Italia, e finendo per radicarsi stabilmente nella tradizione sportiva berica. Nella stagione 2001-2002 la storica "R" è tornata una prima volta, momentaneamente, sulle casacche vicentine in occasione del centenario della società, per poi ritornare a essere stabilmente presente dal 2006 come secondary logo sulle maglie. A seguito della rifondazione societaria del 2018, il neonato Lanerossi Vicenza Virtus ha infine riadottato la "R" come proprio stemma ufficiale.

La "O" bianca della raffineria petrolifera Ozo sulle divise rosse dell' nella stagione 1958-1959: l'abbinamento comportò un cambio di colori sociali per i virgiliani, in precedenza noti come biancazzurri, e che invece tuttora adottano quelle tinte introdotte per esigenze pubblicitarie.

Altre società seguirono a ruota i berici, portando all'immediata nascita di operazioni analoghe come il Simmenthal-Monza (1955-1964), l'Ozo Mantova (1955-1960), il Sarom Ravenna (1954-1964) e lo Zenit Modena (1957-1959). Non altrettanto fortunato fu il tentativo del Talmone Torino, abbinamento messo in piedi nella stagione 1958-1959 tra i granata e l'azienda dolciaria piemontese: la fallimentare annata della squadra, culminata con la prima retrocessione della loro storia (peraltro nel decimo anniversario della strage di Superga), portò a chiudere anzitempo l'esperimento e a rimuovere immediatamente la grande "T" bianca dalle divise granata.

##### Nelle serie minori
Anche nelle serie minori si ebbero casi di abbinamento. Tra le più note la BPD Colleferro, che per via dell'acquisizione della squadra da parte della Bombrini Parodi Delfino aveva cambiato denominazione già nel 1931, inserendo poi lo stemma "B.P.D." sulle maglie con la stagione 1952-1953. Negli stessi anni ci furono il Circolo Sportivo Rizzoli (attivo dal 1948 al 1964, emanazione del circolo dei lavoratori dell'omonima casa editrice), la Falck Vobarno e la Falck & Arcore (1946-1966), la Elah Genova, la Lilion Snia Varedo (1947-1973) e la Chinotto Neri (1950-1957), alla quale succedette la FEDIT. Altro caso di abbinamento si ebbe con la MaCoBi Asti, nata nel 1966 per volere dell'industriale tessile Bruno Cavallo, allora vicepresidente del Torino e membro della dirigenza dell'Asti, allontanatosi da quest'ultimo per incomprensioni, e poi fusa con l'AC Asti nel 1968 dando vita al Gruppo Sportivo Asti Ma.Co.Bi che mantenne questo nome fino al 1980. Sorte simile a quella dell'Ascoli che nel 1955, in un periodo di difficoltà economiche, venne aiutata dall'imprenditore Cino Del Duca il quale, tramite una fusione con la squadra di sua proprietà, la Del Duca (sponsorizzata dalla casa editrice Éditions Mondiales Del Duca), diede ossigeno alle casse della nuova società, rinominata poi Del Duca Ascoli fino al 1972.

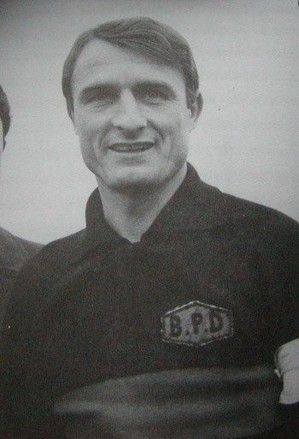
Lo stemma della B.P.D. sulla maglia del

La formula era però destinata ad avere vita breve: cogliendo proprio l'esperienza negativa del Talmone Torino, verso la metà degli anni 1960 la Federazione bandì la pratica dell'abbinamento per le squadre militanti nei campionati di vertice: il solo Lanerossi poté continuare a fregiarsi del doppio titolo, in virtù di una speciale concessione. Tuttavia le squadre dei campionati minori e quelle che mantenevano il nome storico derivante dal dopolavoro degli anni del fascismo, poterono ancora usufruire di questa pratica.
Dagli anni 2000 si assisterà a un ritorno della pratica dell'abbinamento. L'esempio più duraturo riguarda la Virtus Verona, per tradizione sportiva la terza squadra della città di Verona, e che dal 2003, a seguito di un accordo di sponsorizzazione con Vecomp, muta la propria denominazione dapprima in Virtus Vecomp e poi nell'odierno Virtusvecomp Verona. Tra le altre, nella stagione 2005-2006 il Cervia, squadra protagonista del programma televisivo Campioni, il sogno, cambia nome in Vodafone Cervia sponsorizzato dalla compagnia telefonica Vodafone. Dalla stagione 2010-2011 a quella 2013-2014, il Castiglione, militante in Serie D e sponsorizzato dalla Sterilgarda Alimenti, cambia denominazione in Sterilgarda Castiglione. Nella stagione 2016-2017 il Fondi, di proprietà dell'Università degli Studi "Niccolò Cusano", cambia denominazione in Unicusano Fondi; al termine dell'annata il binomio si scinde a causa di un cambio di proprietà, tuttavia l'ateneo non lascia l'ambiente calcistico rilevando la Ternana, che per la stagione 2017-2018 cambia denominazione in Ternana Unicusano.

#### L'arrivo degli sponsor

##### Le prime aperture
Fino agli anni 1970, l'unica strada percorribile dagli sponsor per ottenere visibilità nel calcio italiano era limitata alla cartellonistica negli stadi e alla pubblicità nei mass media; in questo senso, è rimasto famoso l'operato della Stock, che coi suoi slogan pubblicitari all'interno del programma radiofonico Tutto il calcio minuto per minuto dedicati al brandy Stock 84, vide accrescere notevolmente la sua notorietà nel Paese.

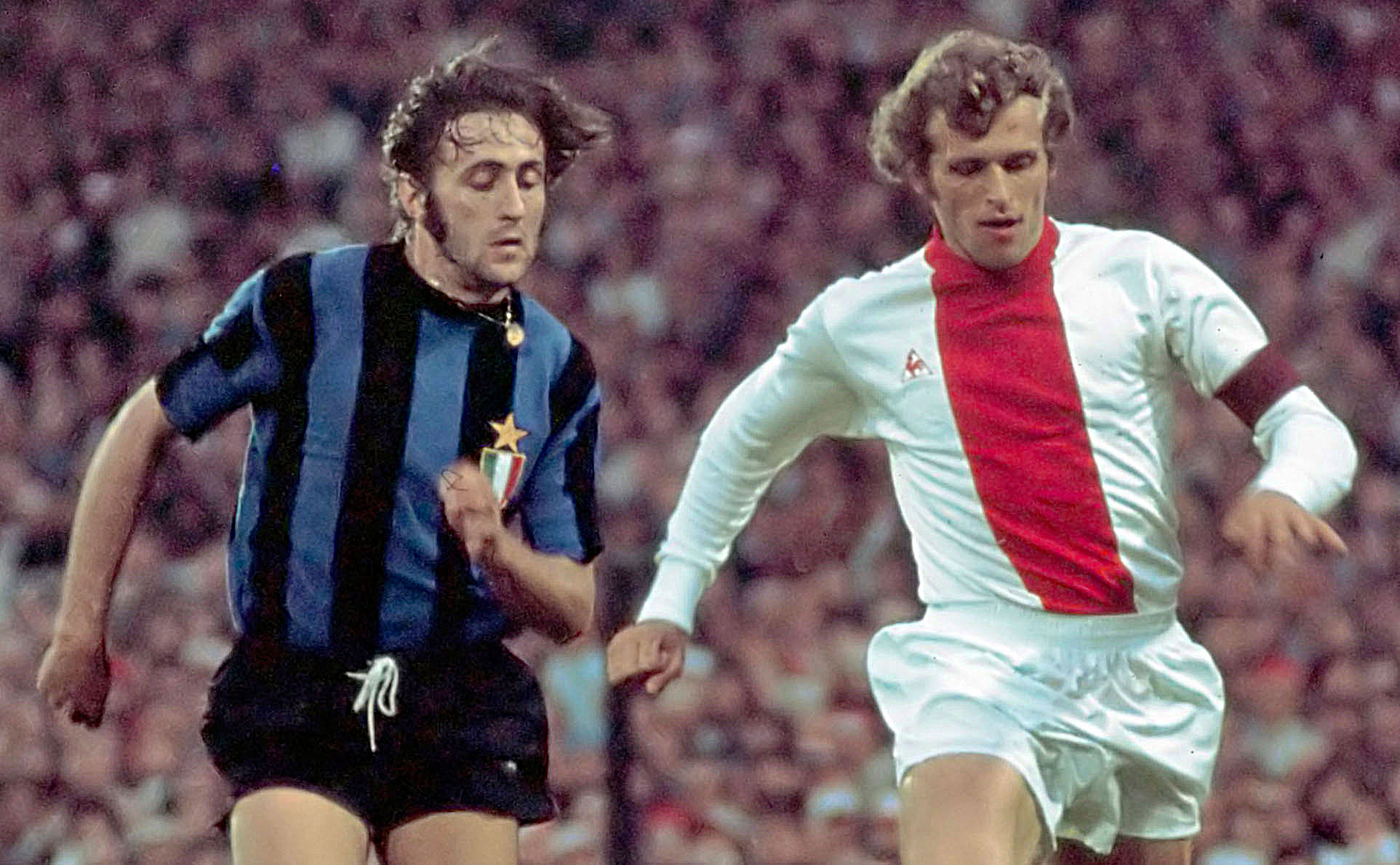
Un frangente della finale di Coppa dei Campioni 1971-1972 tra e : a destra, sulla maglia degli olandesi è già presente il logo del fornitore tecnico (Le Coq Sportif), cosa all'epoca non ancora permessa sulle divise dei club italiani.

Si dovrà attendere la seconda metà del decennio per avere un punto di svolta nella situazione. Nel 1974 c'è un primo via libera alle sponsorizzazioni personali dei calciatori, col riconoscimento del diritto d'immagine a scopo pubblicitario: volti noti della Serie A come Roberto Bettega, Roberto Boninsegna, Giacinto Facchetti e Sandro Mazzola, insieme all'emergente Giancarlo Antognoni e al tecnico Nereo Rocco, furono tra i primi a prestare il proprio nome e la propria fama agli sponsor. Una convenzione del 23 luglio 1981 (successivamente rivista il 27 luglio 1984, e nuovamente il 18 giugno 1987) tra Lega Nazionale Professionisti, Lega Nazionale Serie C e Associazione Italiana Calciatori disciplina questo rapporto, stabilendo che una società può sfruttare l'immagine di un calciatore nel momento in cui questo onora il contratto per cui è retribuito, cioè in partita e negli allenamenti, mentre un giocatore può decidere liberamente della propria immagine quando è lontano dal campo e non indossa i colori sociali del club.
Negli anni successivi, alcuni di questi accordi a livello personale andranno a influire con quelli presi dalla squadra verso uno sponsor (come nel caso di Paolo Rossi che si vedrà più avanti, nel 1979). Il caso più comune era quello in cui a un giocatore, sotto contratto personale con un fornitore tecnico, veniva impedito da quest'ultimo di esibire lo sponsor tecnico della squadra di appartenenza sulle divise da gara. Tuttavia queste problematiche divennero sempre più rare nel corso degli anni, fino a scomparire, grazie anche ai nuovi spazi che hanno trovato gli sponsor sull'equipaggiamento calcistico dei giocatori, e lasciati "liberi" dal fornitore tecnico della squadra, come gli scarpini o (nel caso dei portieri) i guantoni.

##### Gli sponsor tecnici

La divisa della nella stagione 1979-1980: è ormai visibile il logo del fornitore tecnico (Robe di Kappa), non ancora quello di un jersey sponsor.

Seppur già dai primi anni 1970 alcuni club italiani tentarono fugaci, ufficiosi e clandestini esperimenti riguardanti le forniture tecniche, è solo nell'ottobre 1978 che la Federazione, con la creazione della Promocalcio (struttura a scopo commerciale istituita per studiare e regolamentare Totocalcio, diritti TV e sponsorizzazioni), per la prima volta consentì ufficialmente l'inserimento sulle divise da gioco di piccoli marchi commerciali, secondo le norme fissate da una circolare della Lega del precedente 13 luglio: come accennato, l'autorizzazione riguardava esclusivamente i fornitori tecnici, che potevano mostrare il proprio logo su maglia, pantaloncini e calzettoni per uno spazio non superiore a 12 centimetri quadrati (poi portati a 16 cm²), ma tanto bastò per segnare un'epoca, e per dare il via a una serie di decisioni irreversibili che da lì a pochi anni cambiarono radicalmente il panorama calcistico italiano.
La stagione 1978-1979 fu dunque la prima a permettere alle squadre italiane, in corso d'opera, di esporre sulle proprie divise da gioco un marchio commerciale, seppur molto piccolo e riguardante unicamente il settore tecnico: in totale, 13 squadre su 16 di Serie A sfruttarono questa possibilità.
Caso particolare fu quello dei portieri, i quali potevano apporre sulla propria divisa da gioco uno sponsor tecnico diverso da quello usato dai compagni di squadra "di movimento": il più delle volte si trattava dello sponsor tecnico personale che forniva i guantoni. Questa pratica è scomparsa dai primi anni 2000.

##### Tentativi edescamotage
(Giovanni Arpino, 15 ottobre 1978)

###### I pantaloncini dell'Udinese

Da sinistra: il patron dell', Teofilo Sanson, posa con il capitano friulano Franco Bonora il quale indossa pantaloncini sponsorizzati Sanson, brevemente sfoggiati dal club nella stagione 1978-1979.

Con il passare degli anni, il mondo del calcio italiano si fece sempre più insofferente verso i divieti federali agli sponsor, tanto che oltre agli addetti ai lavori anche i mass media, con il Guerin Sportivo capofila, si fecero portavoci di una campagna a favore dell'arrivo della pubblicità sopra le maglie da calcio.
Nel campionato di Serie B 1978-1979, grazie al presidente dell'Udinese, Teofilo Sanson, l'8 ottobre 1978 avvenne la comparsa del primo sponsor commerciale nel calcio italiano. Sfruttando le pieghe del Regolamento delle divise da gioco – che, nero su bianco, norma esclusivamente le «maglie» – con un cavillo il patron dei friulani, anche proprietario dell'omonima azienda alimentare, fece inserire il nome della sua attività sui pantaloncini della squadra.
La cosa suscitò un gran clamore mediatico, e la controversa interpretazione delle disposizioni federali costò all'Udinese una multa di 10 milioni di lire e l'immediata rimozione del logo extrasettore: il giudice sportivo considerò infatti il termine «maglie» come sinonimo di «indumenti da gioco», facendo quindi ricadere anche i pantaloncini incriminati sotto l'egida del regolamento. Va da sé che in tutto ciò la Sanson ottenne ugualmente una notevole visibilità, sia dalla breve esposizione del suo marchio sia dalle vicissitudini legali che ne derivarono, beneficiando di un aumento delle vendite.

###### Il maglificio del Perugia
Bastò attendere un solo anno, e il 26 agosto 1979 cadde l'ultimo tabù, con l'esordio in Coppa Italia della prima maglia di calcio italiana griffata da uno sponsor, quella del Perugia. Artefice di ciò fu il presidente dei grifoni, Franco D'Attoma, il quale per reperire i 700 milioni necessari al prestito in Umbria dell'attaccante Paolo Rossi, si accordò col gruppo alimentare IBP (Buitoni-Perugina) da cui ne ottenne 400; in cambio, il nome del loro pastificio Ponte sarebbe comparso sulle divise e sui capi d'allenamento della squadra (curiosamente lo stesso Rossi, già vincolato da un precedente accordo pubblicitario a livello personale, sempre nel settore agroalimentare con la Polenghi Lombardo, nell'occasione fu l'unico biancorosso a non poter esibire lo sponsor sulla maglia).
La FIGC ancora non contemplava la presenza di un logo diverso da quello del fornitore sui capi tecnici dei calciatori, così come la stessa Lega aveva respinto in estate l'ingresso della pubblicità sopra le mute da calcio italiane. Dato che l'unica forma di sponsorizzazione all'epoca permessa era quella relativa l'abbigliamento tecnico, in quarantott'ore D'Attoma aggirò le regole federali fondando un maglificio col nome del pastificio, la Ponte Sportswear, che di diritto figurava come semplice fornitore tecnico delle casacche – potendo quindi comparire formalmente, col suo marchio, anche su di esse –, ma che de facto fu il primo, vero sponsor di maglia del calcio italiano.
Inizialmente la Federazione non tollerò questo escamotage e multò la società umbra per 20 milioni, imponendo inoltre l'esclusione dalle divise perugine del logo Ponte prima dell'inizio del campionato; tuttavia D'Attoma, a sua volta squalificato, non demorse e proseguì nei suoi intenti commerciali, apponendo il nome dello sponsor sopra tute e altri indumenti di gioco dei biancorossi nonché, in maniera pionieristica, perfino sulle reti e sull'erba dello stadio Renato Curi. Pochi mesi dopo, al termine d'una discreta trafila burocratica, la Lega Nazionale Professionisti autorizzò infine il Perugia a scendere in campo col marchio pubblicitario sulle proprie maglie; il "secondo" debutto dello sponsor – stavolta coi crismi dell'ufficialità – avvenne in Serie A il 23 marzo 1980.

###### Verso la liberalizzazione
Seguendo l'esempio del Perugia, nella stagione 1979-1980 anche Cagliari, Genoa e Torino riuscirono a inserire i marchi dei rispettivi sponsor Alisarda, Seiko e Cora sulle tute di riserve e raccattapalle; l'esempio venne seguito nell'annata successiva dall'Inter che griffò col marchio pubblicitario Inno-Hit le tute d'allenamento di giocatori e raccattapalle, i biglietti d'ingresso e i tagliandi d'abbonamento.

L'undici del Torino chiamato a giocare il 17 maggio 1980 la finale di Coppa Italia: col divieto ancora vigente sugli sponsor di maglia, la squadra scende in campo per i convenevoli pregara con un giubbino che mostra l'accordo tecnico con Superga e quello commerciale con Cora.

Il processo divenne inarrestabile, e nel 1981 la FIGC e le Leghe si videro in pratica costrette ad approvare un documento che apriva le porte del calcio italiano agli sponsor extrasettore, permettendone un'esposizione massima di 100 cm² sulla parte anteriore delle maglie (aumentata a 144 cm² due anni dopo); lo stesso D'Attoma, solo pochi mesi prima osteggiato dai vertici del calcio tricolore, venne messo a capo della Promocalcio. La stagione 1981-1982 fu quindi la prima che consentì l'esposizione degli sponsor commerciali (oltre a quelli tecnici già arrivati tre anni prima) sulle maglie delle squadre nel calcio italiano: 28 squadre sulle 36 totali dei primi due campionati (16 di A e 12 di B) si presentarono ai nastri di partenza con le storiche maglie per la prima volta marchiate da sponsor.

##### Sviluppi successivi
Tra gli anni 1990 e 2000 si assistette a una nuova escalation per quanto concerne lo sviluppo delle sponsorizzazioni pubblicitarie nel calcio italiano. Gli sponsor delle squadre, sia tecnici sia commerciali, fanno la loro comparsa anche su altri indumenti quali pettorine, giacconi e berretti eventualmente indossati da giocatori, allenatore e staff seduti in panchina, oltre che sulle panchine stesse e sui cartelloni pubblicitari posti appositamente nelle zone delle interviste pre e post partita e anche delle conferenze stampa, facendo quindi da sfondo a quest'ultime. Gli sponsor arrivano anche su altri accessori secondari dell'equipaggiamento calcistico dei giocatori come parastinchi, fascia da capitano, occhiali speciali, polsini, fascia per capelli e bandane. Nei mesi invernali è possibile trovare sponsor anche su guanti e berretti.
Negli anni 2000 nascono anche nuovi concetti di sponsor, quali premium sponsor, gold sponsor, silver sponsor e official partner, che, seppur con diversi gradi di visibilità, trovano spazio nelle società calcistiche.

###### Anni 1990
Negli anni 1990 venne aumentata l'area disponibile per gli sponsor: 200 cm² per quello commerciale e 20 cm² per quello tecnico (12 cm² per pantaloncini e calzettoni, ulteriormente aumentati a 20 cm² nel 2007). Venne inoltre concesso al fornitore tecnico di apparire in una delle nuove diverse forme: sulla maglia può apparire come una striscia di larghezza non superiore a 10 cm sul fondo della manica (sinistra e destra) o lungo la cucitura esterna di ciascuna manica o lungo la cucitura esterna della maglia (dal giromanica al fondo della maglia); sui pantaloncini come una striscia di larghezza non superiore a 10 cm sull'orlo inferiore (gamba sinistra e destra) o lungo la cucitura esterna (gamba sinistra e destra); sui calzettoni come una striscia di larghezza non superiore a 5 cm sul bordo superiore di ciascun calzettone o sulla parte superiore della caviglia. Può inoltre apparire all'interno dei numeri di gioco sul retro della maglia e può essere presente, se richiesto dallo sponsor stesso, anche sulla canotta indossata sotto la divisa da gioco. Inoltre sempre per quanto riguarda lo sponsor tecnico, non vi è più il vincolo di esporre sulle maglie quello del fornitore ufficiale, bensì le squadre possono accordarsi con uno sponsor tecnico diverso.

Esempio di composit sponsor sulla maglia juventina della stagione 1995-1996, con il marchio Sony abbinato a quello del prodotto MiniDisc.

Nel campionato di Serie A 1995-1996, la Juventus fu il primo club italiano a proporre una maglia recante un composit sponsor, ovvero due marchi pubblicitari assieme: grazie alla possibilità di inserire, nello spazio sul petto, sia il nome dello sponsor stesso sia il suo logo, la società bianconera abbinò sulle proprie divise da gioco il marchio dell'azienda Sony a quello del suo prodotto MiniDisc. L'operazione venne stabilmente replicata fino alla stagione 1997-1998, quando un simile approccio venne adottato anche dalla Fiorentina, che affiancò sulle divise viola il marchio Nintendo a quello del suo licenziatario italiano GiG, e parzialmente dal Milan, sponsorizzato nel girone di andata dal semplice marchio Opel, per passare poi in quello di ritorno al più specifico Opel Astra.
Furono questi tra i primi casi di diversificazione dei marchi sulla maglia, regolamentati solo nell'estate 1998 grazie a una normativa della Lega, attraverso cui fu data la possibilità alle società di utilizzare diversi sponsor per diverse competizioni, e quindi di alternare fino a cinque marchi commerciali sulle proprie divise: due per il campionato (scegliendo l'opzione andata-ritorno o casa-trasferta, mentre negli anni a seguire verrà introdotta anche l'opzione prima-seconda-terza maglia), uno per la Coppa Italia, uno per la Supercoppa di Lega e uno per le coppe europee (normativa valida anche per gli sponsor tecnici).
Nella stagione 1998-1999 ancora la Juventus, insieme alla Lazio, furono le prime società a sfruttare la nuova regola, utilizzando differenti marchi (ma sempre di proprietà dei loro sponsor, rispettivamente TELE+ e Cirio) per le partite di campionato e per quelle delle coppe europee; nella stessa annata, in Serie A, anche il Piacenza adottò una similare strategia, approntando un marchio pubblicitario per le partite in casa e un altro per quelle in trasferta. Dalla stagione 1999-2000, per la Coppa Italia fu concesso alle squadre di alternare l'eventuale sponsor scelto per la competizione con quello usato in campionato: tra le opzioni per l'alternanza degli sponsor in Coppa Italia vi è quella casa-trasferta, o quella di alternare i due sponsor in base al turno della competizione.

###### Anni 2000
Secondo la legge italiana, è vietata la pubblicità e la sponsorizzazione di prodotti relativi al tabacco e, più recentemente, anche delle scommesse nonché, in generale, del gioco d'azzardo. Per questo motivo, le società e le leghe non possono stringere nessun tipo di accordi con aziende operanti nei suddetti campi: 
- il divieto al tabacco è precedente alla liberalizzazione degli sponsor commerciali nel calcio italiano. La prima legge è del 1962,[71] poi aggiornata tramite decreto legislativo nel 2004;[72]
- il divieto alle scommesse è entrato in vigore per decreto-legge nel luglio 2018,[73] poi convertito in legge il mese seguente con alcune modifiche.[74] Tuttavia quando questa è entrata in vigore, alcune società e leghe avevano già in essere accordi con aziende operanti nel campo del betting, motivo per cui è stata concessa una deroga, valida fino al 14 luglio 2019, oltre la quale i club hanno interrotto i contratti di sponsorizzazioni ormai vietati.[75]

Quanto a nuovi esperimenti, nell'annata 2000-2001 la Juventus tentò, dopo la Fiorentina tre anni prima, a proporre una maglia recante due marchi pubblicitari, seppur (come fatto a suo tempo dal Perugia) "mascherando" il secondo sponsor in una fornitura tecnica: al posto del logo del fornitore delle divise, Lotto, fu infatti inserito quello di un secondo marchio commerciale, CiaoWeb. Nella stagione 2003-2004 fu invece il Chievo a stipulare un inedito contratto di sponsorizzazione con la Columbia TriStar Films Italia, che permise al club clivense di sostituire per 6 partite nell'arco del campionato il proprio sponsor principale (Paluani) con un altro (vari film prodotti dalla casa cinematografica): il Chievo fu quindi la prima squadra ad accordarsi con due differenti sponsor contemporaneamente per la stessa competizione, esulando dalle regole imposte nel 1998. Era però possibile per una squadra, rescindere un contratto di sponsorizzazione e firmarne un altro con un diverso marchio commerciale da mostrare all'interno della medesima competizione (come accadde nel caso dell'Udinese nella stagione 1998-1999); in questo caso però, la squadra era tenuta a firmare solo un contratto di sponsorizzazione alla volta.
Dall'annata 2004-2005 avvenne un'importante rivoluzione: ai club viene concesso di apporre un secondo sponsor commerciale sulla maglia (sempre sul davanti), aumentando di conseguenza lo spazio totale a 250 cm²; viene inoltre data la possibilità di utilizzare sponsor diversi per ogni gara nell'arco del campionato, regolamentando così il caso clivense della precedente annata. In Serie B, nelle stagioni 2008-2009 e 2009-2010, a titolo sperimentale è stata concessa per la prima volta l'esposizione di uno sponsor commerciale sulla parte frontale dei pantaloncini, per una superficie massima di 40 cm².

###### Anni 2010

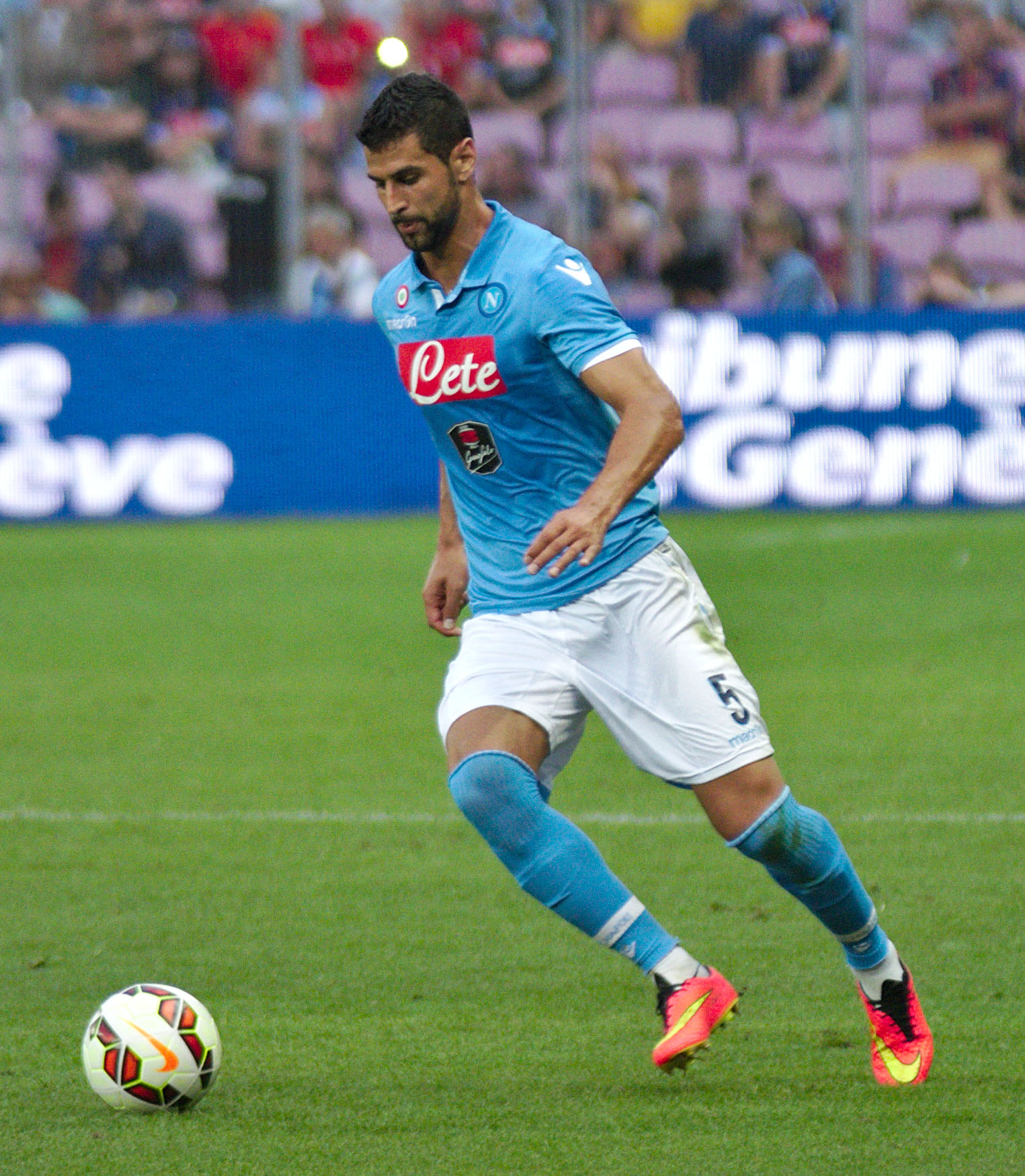
La divisa del a metà degli anni 2010, recante – a discrezione del club – più di un marchio pubblicitario.

Con la stagione 2011-2012, le regole della Lega Serie A permettono alle squadre di riservare, unicamente ai marchi pubblicitari sulla parte frontale della casacca, uno spazio di 350 cm² (con un limite di 250 cm² per un singolo sponsor).
Con una delibera firmata dalla Federazione il 28 settembre 2012, per la Serie B, Lega Pro e serie inferiori è stato consentito per la prima volta, dalla stagione 2013-2014, l'apposizione di un terzo sponsor sul retro della maglia (alla base dei numeri nel caso della Serie B, mentre per Lega Pro e serie inferiori può essere apposto anche sopra); le dimensioni massime del marchio sono fissate in 150 cm². Dai play-off 2015-2016 di Lega Pro, con l'introduzione dei nomi dei giocatori sulle maglie, lo sponsor deve essere obbligatoriamente apposto alla base dei numeri. Per la Lega Pro viene consentito l'utilizzo di sponsor diversi per le diverse competizioni come la Coppa Italia Lega Pro e la Supercoppa di Lega Pro. Nel caso delle categorie dilettantistiche, sempre dalla stagione 2013-2014, viene concesso di apporre fino a tre marchi pubblicitari nella parte anteriore della maglia, due dei quali possono essere apposti sulle maniche della divisa.
Sempre dalla stagione 2013-2014 nei campionati di Serie B, Lega Pro e serie inferiori viene concessa la possibilità di inserire uno sponsor sui pantaloncini della dimensione massima di 75 cm² (per la Serie B si tratta di un ritorno dopo la sperimentazione nel biennio 2008-2010).

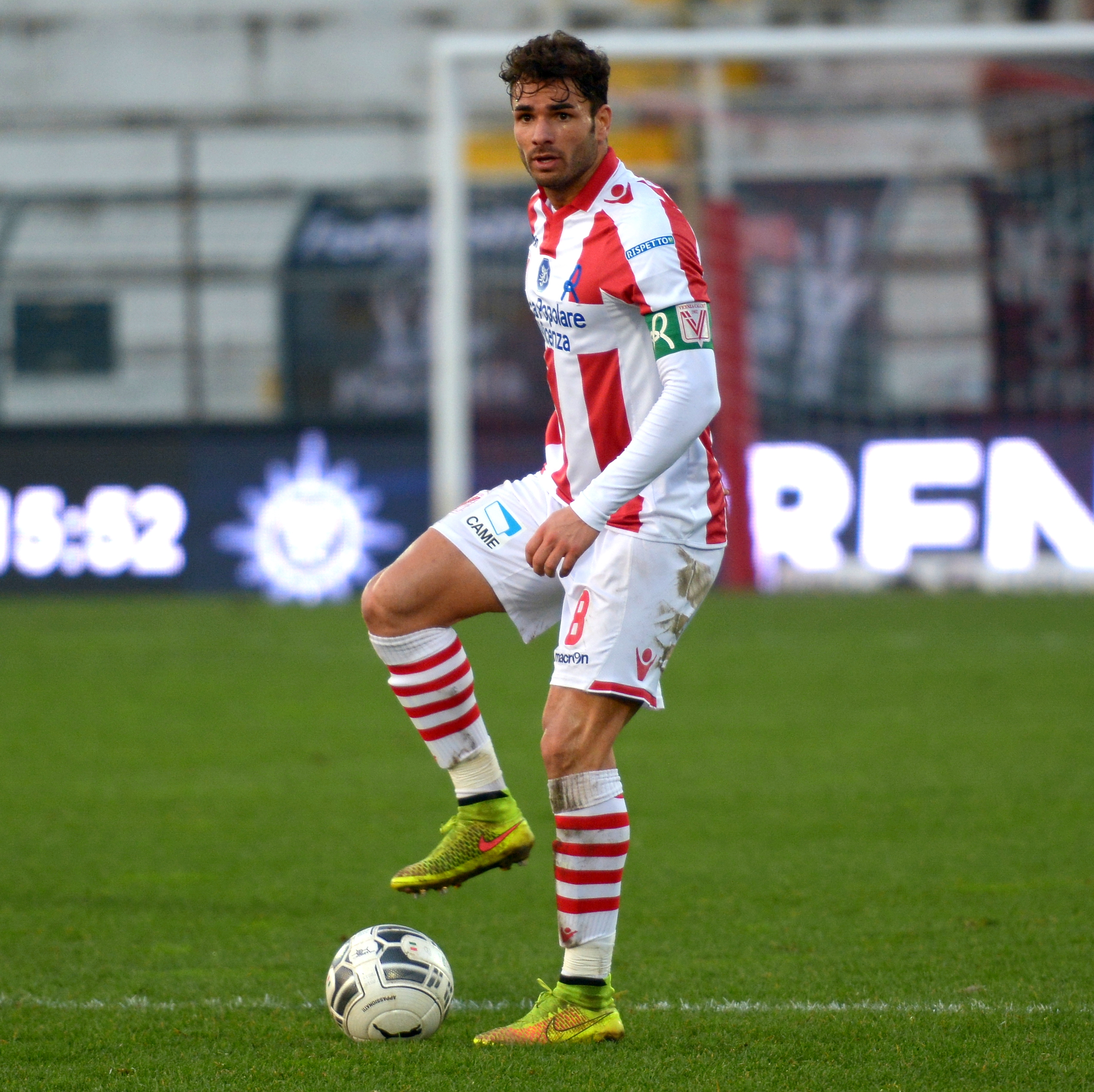
Il top sponsor della Serie B 2014-2015, comune a tutte le squadre del campionato, qui sui pantaloncini del Vicenza

Per i campionati 2013-2014 e 2014-2015, la Lega Serie B ha introdotto per il proprio campionato il cosiddetto top sponsor – comune a tutte le compagini del torneo cadetto – sul retro delle maglie: per le due stagioni citate, NGM fu presente sulle divise di tutte le squadre del campionato cadetto. Terminato l'accordo commerciale con il top sponsor, la Lega B ha mantenuto la possibilità per le squadre di inserire pubblicità sul retro delle maglie delle dimensioni massime di 200 cm².
Nel dicembre 2013 la Lega B ha trovato un accordo con un ulteriore top sponsor, Came, da esporre sui pantaloncini di tutte le squadre della Serie B per le stagioni 2013-2014 e 2014-2015: le società che già esponevano un marchio, frutto di accordi precedenti, hanno dovuto rimuoverlo in favore del top sponsor. Anche in questo caso, al termine dell'accordo, la Lega B ha continuato a permettere l'inserimento di pubblicità sui pantaloncini.
Nella stagione 2013-2014 anche la Lega Pro Prima Divisione, per i soli play-off ha adottato un top sponsor, UnipolSai, presente sul retro delle maglie alla base dei numeri. La compagnia di assicurazioni era al contempo anche title sponsor dei play-off stessi.
Dal torneo 2014-2015, anche la Lega Serie A permette l'inserimento di un ulteriore terzo sponsor commerciale sulla maglia delle dimensioni massime di 200 cm², il cosiddetto back sponsor, da posizionarsi nel retro della divisa, alla base dei numeri di gioco. Dalla stagione 2016-2017 la Lega Pro ha concesso l'incremento dello spazio totale dedicato ai marchi pubblicitari sulla parte frontale della maglia a 350 cm², con il limite massimo di 250 cm² destinabili a un singolo sponsor.

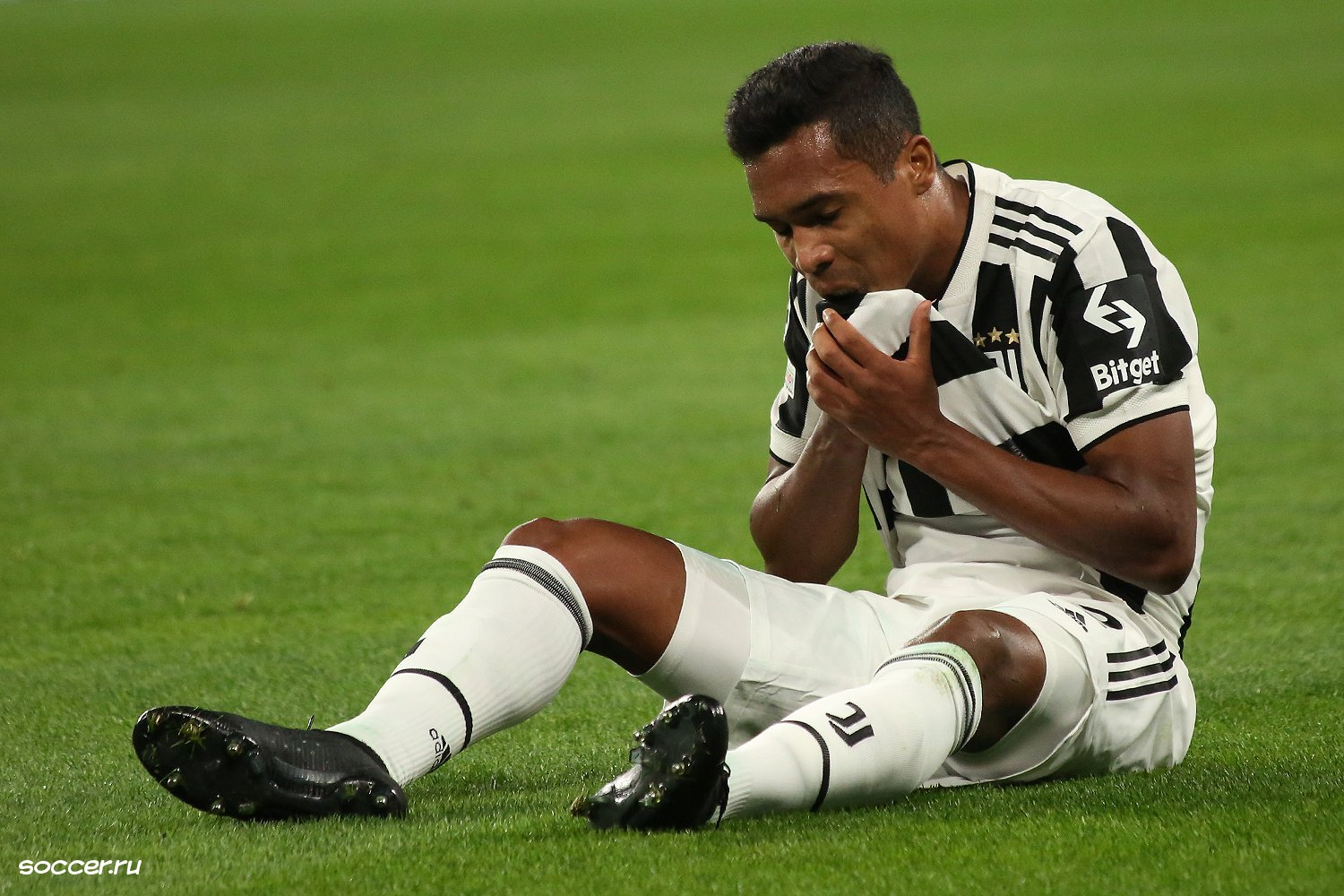
Esempio di sleeve sponsor sulla maglia della Juventus nella stagione 2021-2022

Nel corso dell'annata 2018-2019, la Lega Serie A approva l'introduzione di un quarto sponsor commerciale applicabile sulla manica sinistra della divisa da gioco, lo sleeve sponsor, della dimensione massima di 100 cm²; la stessa decisione è stata presa anche dalla Lega B, che dalla medesima stagione introduce anch'essa la possibilità di inserire sulla manica sinistra uno sponsor commerciale della dimensione massima di 80 cm², che in questo caso si tratta del top sponsor Facile Ristrutturare, comune a tutte le squadre del torneo. Al termine dell'accordo, nel 2020, la Lega B ha continuato a permettere l'inserimento di pubblicità sulle maniche. Nella stessa stagione, la Lega B approva dopo tre anni il ritorno del top sponsor, Unibet, sul retro delle maglie di tutte le squadre del campionato cadetto; accordo poi concluso al termine della stagione per via del sopravvenuto divieto alle sponsorizzazioni di marchi del campo betting. Ulteriore novità introdotta nella medesima stagione del campionato cadetto, è la possibilità di inserire sponsor anche su entrambi i calzettoni, della dimensione massima di 140 cm².
Dalla stagione 2019-2020, anche la Lega Pro permette ai club di inserire sulla manica sinistra uno sponsor della dimensione massima di 50 cm². Dalla medesima stagione, delibera inoltre la concessione ad apporre un terzo sponsor commerciale sulla parte anteriore della maglia, portando a 600 cm² lo spazio totale dedicabile agli sponsor sulla casacca, destinando allo sponsor principale al massimo 250 cm², a quello secondario 200 cm², mentre al terzo i restanti 150 cm². Infine lo spazio dedicato al back sponsor è stato portato a 200 cm², mentre quello sui pantaloncini a 100 cm².

###### Anni 2020
Con la stagione 2020-2021 la Lega Pro porta a sette il numero massimo di sponsor applicabili sulle divise da gioco, con l'introduzione del secondo back sponsor; lo spazio totale riservato agli sponsor sul retro della maglia è di 350 cm² con lo sponsor principale di dimensioni massime di 200 cm² e per il secondario di 150 cm². Dalla stagione 2022-2023 viene riservato un ulteriore spazio di 50 cm² sulla manica sinistra, sotto allo sleeve sponsor, per la collocazione di un eventuale top sponsor afferente la società, nel caso la Lega stessa non ne usufruisca, portando a un possibile massimo di otto sponsor per le società di Serie C.

### Nazionale

La maglia azzurra della nazionale rimase per quasi tutto il Novecento, fino al 1999, libera da sponsor tecnici.

Per quanto riguarda le rappresentative calcistiche nazionali, i regolamenti internazionali contemplano esclusivamente la presenza del logo del fornitore tecnico sulle divise. Ciò nonostante, imitando il comportamento a lungo seguito nei campionati nazionali, il movimento italiano è rimasto per decenni un'eccezione nel panorama mondiale.
Al campionato del mondo 1974 in Germania Ovest viene fatto ricondurre l'esordio massiccio dei fornitori tecnici per le formazioni nazionali. Mentre tutte le altre rappresentative già sfoggiavano sulle loro divise i loghi dei fornitori, l'Italia continuò a mantenere “pulita” la propria maglia azzurra (nonostante l'accordo con adidas), e così fece per il successivo quarto di secolo – questo, per via di quanto prescriveva l'allora statuto della FIGC –: i vari fornitori tecnici che si alternarono in questo lasso di tempo (Baila Sport, Le Coq Sportif, Ennerre, Diadora e Nike) poterono apporre i propri loghi sull'abbigliamento tecnico nonché sulle divise "replica" destinate alla vendita, ma non poterono mai "sporcare" le uniformi vestite in gara dai calciatori azzurri.
Solo dal 9 febbraio 1999, con l'esordio assoluto della prima maglia firmata Kappa in occasione dell'amichevole della nazionale Under 21 contro i pari età della Turchia, un fornitore tecnico poté griffare per la prima volta nella storia la divisa azzurra; l'Italia, dopo quasi novanta anni, fu tra le ultime nazionali al mondo ad adattarsi a questa consuetudine. La nazionale maggiore espose per la prima volta lo sponsor tecnico il giorno seguente, in occasione dell'amichevole con la Norvegia. Dal 2003 al 2022 le divise della nazionale italiana sono state fornite da Puma, per quella che è stata la sponsorizzazione tecnica più duratura della storia azzurra. Dal 2023 i kit da gara, dopo 45 anni, tornano a essere realizzati da adidas.
La pubblicità commerciale non è tuttavia un tabù per le nazionali di calcio, infatti queste possono comparire sulle divise di allenamento, sulle tute di rappresentanza e sulle pettorine dei giocatori in panchina. Nel 1984 la nazionale italiana, per la prima volta, venne sponsorizzata da un pool di aziende, mentre il primo, vero sponsor commerciale fu l'azienda petrolifera IP nel 1987. Dal 1998, altra prima volta, i principali partner commerciali delle nazionale maggiore cominciarono a trovare visibilità nelle partite interne, su teloni posti ai fianchi delle porte; questo metodo di sponsorizzazione, inizialmente occasionale, è divenuto consuetudine dal 2011 in poi.

### Arbitri

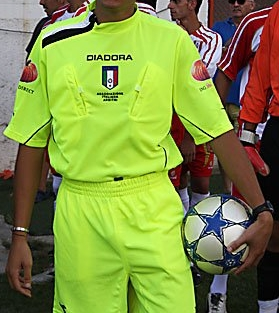
Una divisa indossata dagli arbitri italiani negli anni 2000, con marchi commerciali presenti lungo le maniche.

Dal 1978 anche la classe arbitrale, come le squadre, poté esporre sulle proprie divise il marchio del fornitore tecnico. Tra i vari fornitori tecnici che si susseguirono vi furono Ennerre, adidas e Top 87. Nel corso della stagione 1990-1991, gradualmente, il fornitore ufficiale AIA è diventato Diadora che ha approntato le divise di arbitri, assistenti e quarto ufficiale fino alla stagione 2018-2019; dalla successiva viene rimpiazzata da Legea. Dalla stagione 2023-2024 il nuovo sponsor tecnico è Givova.
Nel settembre 2004, per la prima volta, l'AIA firmò un contratto di sponsorizzazione con un marchio extrasettore, la ING Direct, che fino al dicembre 2006 poté così apporre il proprio logo su entrambe le maniche di arbitro, assistenti e quarto ufficiale, oltreché sui relativi capi di rappresentanza. Dalla stagione 2015-2016, dopo quasi nove anni, torna sulle giacchette nere uno sponsor commerciale, Eurovita Assicurazioni, che viene apposto sempre su entrambe le maniche di arbitro e assistenti. Dalla stagione 2019-2020, il nuovo sponsor di arbitri e assistenti è Net Insurance. Dalla stagione 2023-2024 compare un secondo sponsor commerciale, Tigotà, apposto sul retro della divisa all'altezza delle spalle. Non è inoltre inusuale vedere apposti sulle bandierine sventolate dagli assistenti, il fornitore tecnico o lo sponsor commerciale che compare già sulle loro divise.

### Competizioni

#### Campionati e coppe
Dagli anni 1990, l'interesse della pubblicità nel calcio si è focalizzato anche sul nome di campionati e coppe, con diverse aziende che si sono mostrate interessate ad associare il proprio marchio a quello delle manifestazioni calcistiche; da ciò ne è conseguita la creazione di specifici composit logo spesso utilizzati al posto di quelli canonici, atti a promuovere la sponsorizzazione di quelli che vengono chiamati title sponsor.
Dopo vari esempi sorti nel resto d'Europa, non è sfuggito a questo genere d'iniziative neanche il calcio italiano, che dall'annata 1998-1999 ha abbracciato questa filosofia commerciale. Per quanto riguarda la Serie A, dalla sopraccitata stagione il campionato è ininterrottamente sponsorizzato da TIM, assumendo il nome di Serie A TIM. Fino all'edizione 2009-2010, tale operazione ha riguardato anche la Serie B, ovvero fin quando i due massimi campionati calcistici nazionali sono stati gestiti dalla stessa lega. TIM ha investito contestualmente anche nelle due principali coppe nazionali, la Coppa Italia e la Supercoppa italiana, in questi casi con un legame commerciale ancor più profondo: inizialmente sponsorizzate seguendo lo stile adottato per la massima serie – cioè tramite l'affiancamento del marchio ai nomi delle manifestazioni –, dall'edizione 1999 per la Supercoppa, e da quella 2001-2002 per la Coppa, la TIM ha "sopraffatto" le denominazioni delle due competizioni che, pur mantenendo i loro nomi istituzionali, sono state pubblicizzate sugli organi di stampa rispettivamente come Supercoppa TIM e TIM Cup. La partnership tra Serie A e TIM si conclude dopo 26 anni, nel 2024, quando Enilive le subentra come nuovo title sponsor del massimo campionato, assumendo così il nome di Serie A Enilive a partire dalla stagione 2024-2025.

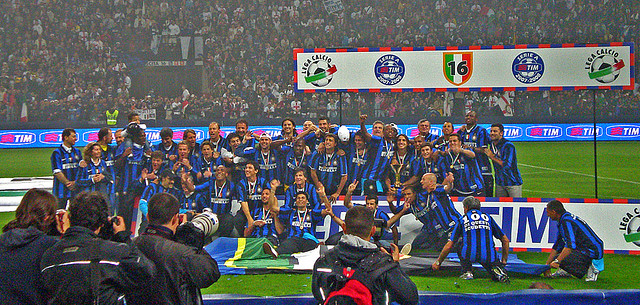
Il composit sponsor della Serie A presente durante la premiazione dell'Inter quale campione d'Italia 2007-2008

Lo stesso è avvenuto per il Campionato Primavera, la Coppa Italia Primavera e la Supercoppa Primavera, cioè la maggiore divisione nazionale per quanto concerne le categorie giovanili e le rispettive coppa e supercoppa di categoria, identificate rispettivamente come Campionato Primavera TIM, Primavera TIM Cup e Supercoppa Primavera TIM. Dalla stagione 2017-2018, il Campionato Primavera viene suddiviso in due tornei: Campionato Primavera 1 e Campionato Primavera 2, entrambi sponsorizzati da TIM che prendono così il nome di Campionato Primavera 1 TIM e Campionato Primavera 2 TIM. Dal 2018 si è venuto dunque a creare un nuovo trofeo: la Supercoppa Primavera 2, che anche in questo caso viene sponsorizzata da TIM prendendo il nome di Supercoppa Primavera 2 TIM; tuttavia dalla stagione 2018-2019, con il passaggio del Campionato Primavera 2 e Supercoppa Primavera 2 sotto l'egida della Lega B, queste rimangono prive di title sponsor. Dal 2021 i Campionati Primavera sotto l'egida della Lega A cambiano denominazione in Campionato Primavera 1 TIMvision, Primavera TIMvision Cup e Supercoppa Primavera TIMvision, dall'omonima piattaforma.
La sponsorship di TIM verso Coppa Italia e Supercoppa di Lega, si è conclusa al termine della stagione 2017-2018, con una breve appendice limitata alla fase finale della Coppa Italia 2018-2019, oltre ad aver sponsorizzato la finale dell'edizione 2020-2021 tramite il marchio TIMvision, assumendo il nome di TIMvision Cup. A partire dai sedicesimi di finale della Coppa Italia 2021-2022, la competizione è sponsorizzata da Frecciarossa, col nuovo nome di Coppa Italia Frecciarossa. Per l'edizione 2019, la Supercoppa è stata sponsorizzata da Coca-Cola, venendo rinominata Coca-Cola Supercup; la stessa azienda è stata poi title sponsor della finale di Coppa Italia 2019-2020, ridenominata Coppa Italia Coca-Cola. Negli anni seguenti si susseguono le denominazioni di PS5 Supercup (2020), per via della sponsorizzazione ad opera di PlayStation 5; Supercoppa Frecciarossa (2021); EA Sports Supercup (2022) e EA Sports FC Supercup (dal 2023), in seguito all'accordo con Electronic Arts, già partner della Lega Serie A.

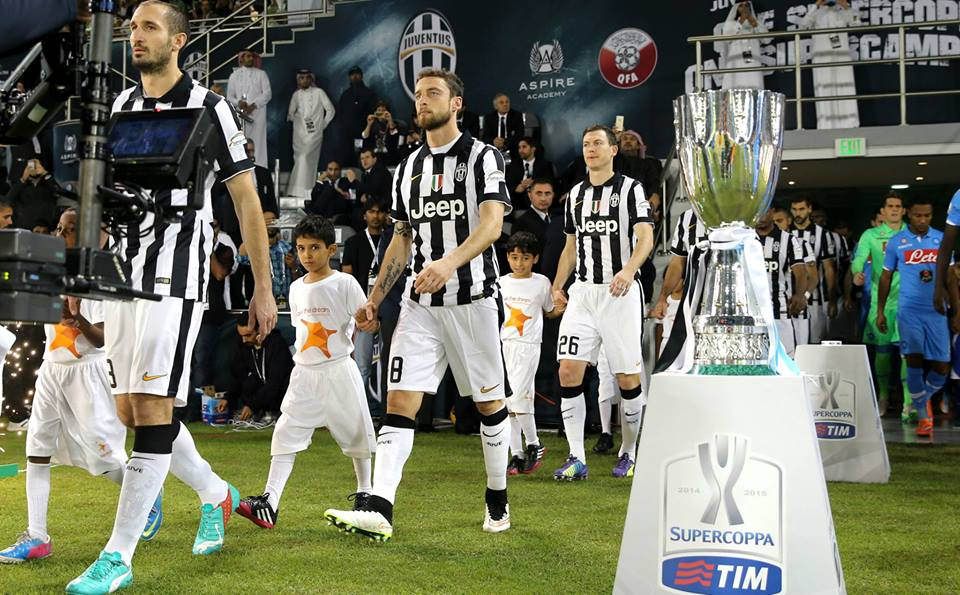
Il composit logo della Supercoppa italiana 2014, inglobante il title sponsor della manifestazione.

Con la stagione 2010-2011, coincisa con la scissione in seno alla precedente Lega Nazionale Professionisti che ha generato le nuove Lega Serie A e Lega Serie B, la seconda serie italiana ha potuto iniziare ad amministrare in proprio i suoi contratti di sponsorizzazione: da allora, il campionato cadetto si è legato dapprima a Bwin, cambiando la sua titolazione in Serie Bwin sino all'annata 2012-2013, mentre nella stagione successiva a Eurobet, accordo che ha fatto assumere al torneo il nome di Serie B Eurobet. Per la stagione 2014-2015 il campionato cadetto non ha avuto title sponsor, con la sola eccezione di play-off e play-out che sono stati sponsorizzati da Compass prendendo i nomi di Playoff Compass e Playout Compass. Dalla stagione 2015-2016 fino a quella 2017-2018, la Serie B si è legata a ConTe.it prendendo il nome di Serie B ConTe.it, mentre a partire dall'edizione 2018-2019 ha stretto un accordo con BKT rinominandosi di conseguenza in Serie BKT.
Nella stagione 2013-2014 anche la Lega Italiana Calcio Professionistico, per quanto riguarda il campionato di Prima Divisione, ha stipulato un accordo di sponsorizzazione con UnipolSai relativo alla sola fase dei play-off, i quali presero il nome di Play-Off UnipolSai; successivamente, nella sola stagione 2016-2017 la Lega Pro ha instaurato una partnership con l'UNICEF assumendo il nome di Lega Pro per Unicef. Dalla stagione 2023-2024, la Serie C torna ad affiancare il proprio nome a quello di uno sponsor, rinominandosi Serie C Now in seguito all'accordo col servizio streaming Now. La Lega Nazionale Dilettanti, l'organo che gestisce i campionati a partire dalla Serie D, massima categoria dilettantistica a livello nazionale, fino alla Terza Categoria, stipulò un accordo commerciale con Enel valido per le stagioni 2003-2004 e 2004-2005, cambiando nome in LND Enel.

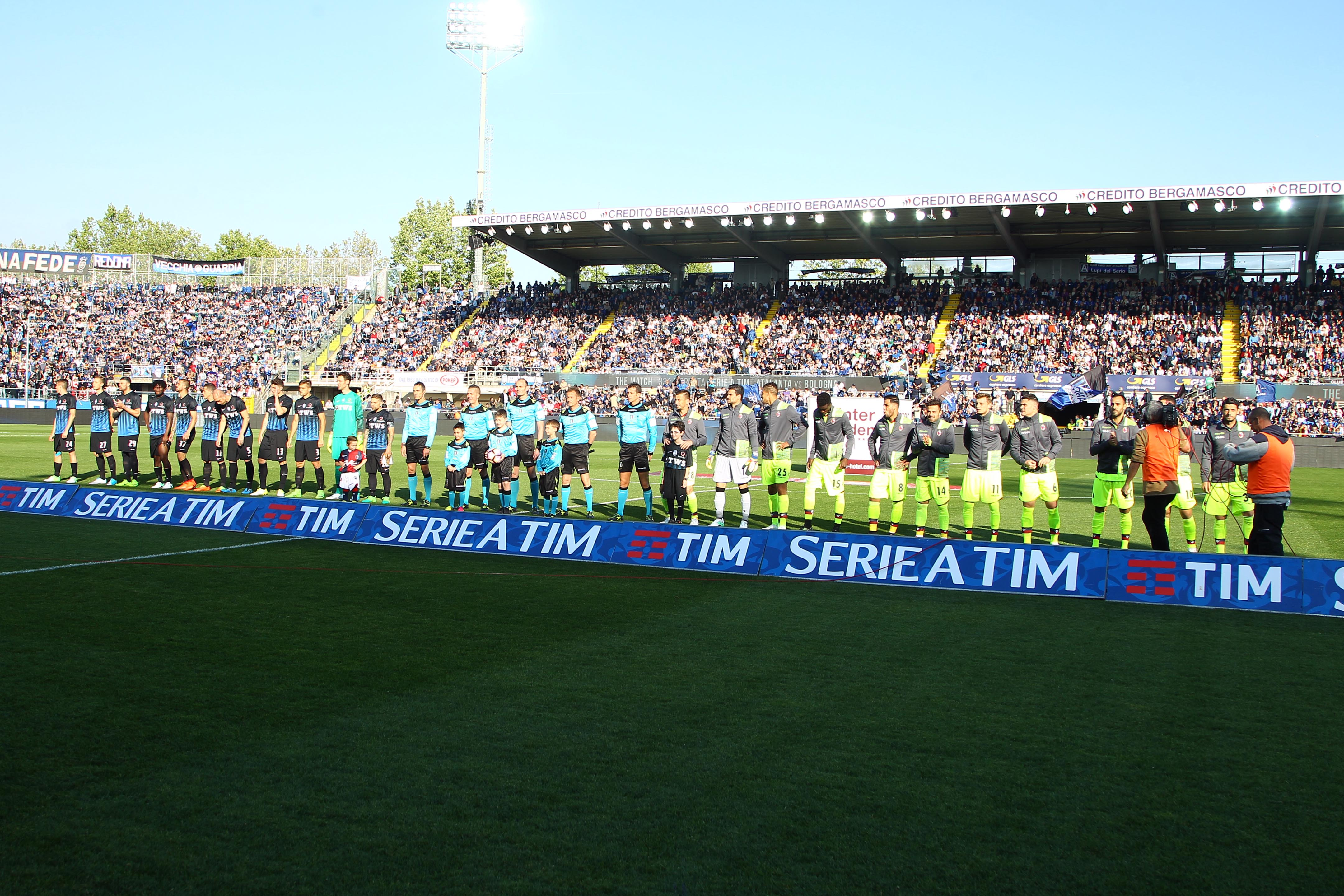
Formazioni schierate in campo, nei convenevoli prima del calcio d'inizio, dietro alle insegne del title sponsor del campionato di Serie A 2016-2017.

È inoltre consuetudine apporre il title sponsor della competizione (o in alternativa una sua offerta) su teloni posti ai fianchi delle due porte, subito dopo la linea di fondo campo, o su piccoli teli apposti su paletti a fianco alle reti laterali della porta, oppure ancora tramite ledwall virtuali visibili unicamente dalle riprese televisive. La pratica dell'esposizione ravvicinata dei marchi pubblicitari al campo da gioco aveva preso piede già nella stagione 1997-1998, quella precedente all'introduzione del title sponsor: dal gennaio 1998 sui campi di alcune società come Inter, Lazio, Milan, Parma e Roma, tra i marchi a comparire sui teloni vi furono Lee, Bilba, Ma-Fra, Sony, Cairo Sport, Erborist e Stream TV, con quest'ultimo presente anche sui campi di Fiorentina e Napoli. Il Vicenza, invece dei teloni, dipinse con vernice bianca l'erba al fianco delle porte a formare la scritta Pal Zileri, già tra i partner ufficiali dei veneti; stessa cosa fece il Brescia, che espose teloni con il marchio Ristora, già jersey sponsor dei lombardi. La stagione 2021-2022 vede terminare l'esclusiva dell'esposizione del title sponsor della competizione subito dopo la linea di fondocampo, con la possibilità per il club che gioca in casa di mostrare uno dei suoi sponsor o partner al fianco del title sponsor oppure uno dei partner della Lega che gestisce la competizione.
Il title sponsor, dalla stagione 1999-2000, viene spesso mostrato anche sulla lavagnetta luminosa usata dal quarto ufficiale per segnalare le sostituzioni e il recupero, e sui cartelloni posti appositamente dietro ai giocatori durante le interviste post partita a bordo campo. Nelle stagioni di Serie B 2013-2014 (da aprile) e 2014-2015, dietro alle reti delle porte venne posizionato un piccolo cartellone recante il marchio You&Eni di Eni, uno dei partner del campionato cadetto al tempo. Questa tipologia di sponsorizzazione è tornata ad essere usata dalla stagione cadetta 2023-2024 con il marchio GoldBet Live.
Un nuovo tipo di sponsorizzazione ha esordito dalla stagione 2021-2022: per le immagini televisive riguardanti casi di VAR e Goal-Line Technology, la Lega Serie A, per le competizioni da lei organizzate (Serie A, Coppa Italia e Supercoppa italiana) ha firmato un accordo per mostrare il marchio Crypto.com, poi sostituito dalla stagione 2024-2025 da Iliad. Inoltre, al fianco della grafica recante minuto e punteggio delle due squadre e sotto al periodico riepilogo grafico con punteggio, minutaggio e marcatori, viene mostrato il logo della Electronic Arts, partner della Lega Serie A. Anche la Lega B ha adottato uno di questi tipi di sponsorizzazione nel corso della stagione 2022-2023, dopo aver siglato un accordo con StarCasinò Sport per mostrare il marchio come Official VAR Partner, sostituito da Betsson.sport dal 2024-2025. Dalla stagione 2023-2024 la Lega B mostra il marchio GoldBet Live a ridosso della grafica di riepilogo raffigurante minuto, punteggio e marcatori.

#### Palloni

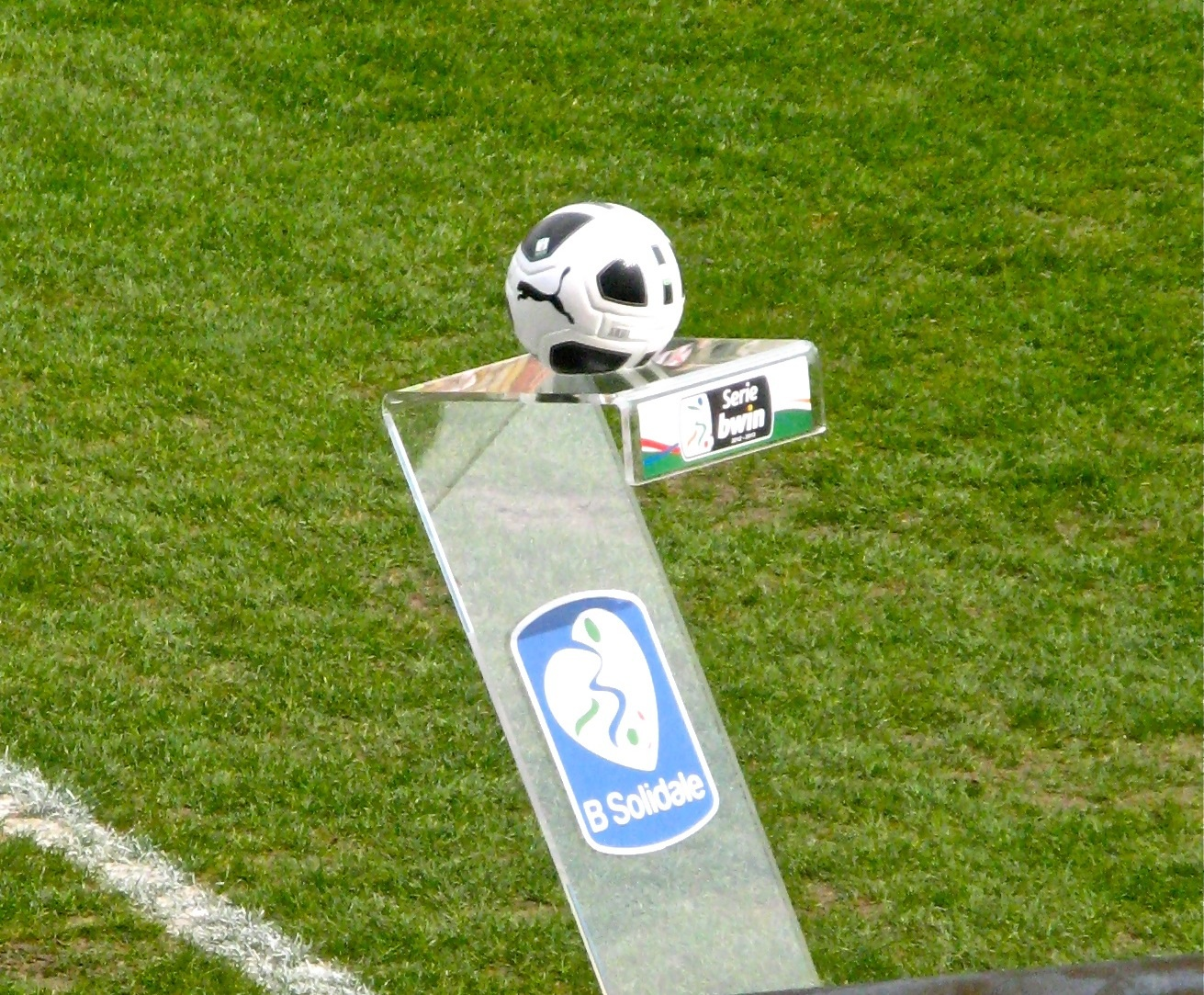
Il pallone ufficiale Puma della Serie B 2012-2013, esempio di sponsorizzazione tecnica legata ai campionati.

Sono in essere anche delle sponsorizzazioni di tipo tecnico, per quanto riguarda i palloni da calcio utilizzati nelle gare dei vari campionati italiani. Dalla stagione 2007-2008 a quella 2021-2022 la Serie A, la Coppa Italia, la Supercoppa italiana, il Campionato Primavera (dal 2017-2018 vi sono due campionati primavera, Campionato Primavera 1 e Campionato Primavera 2), la Coppa Italia Primavera e la Supercoppa Primavera sono stati riforniti da Nike; dalla stagione 2022-2023 è subentrata Puma. Dal 2018-2019, i palloni per il Campionato Primavera 2 e la Supercoppa Primavera 2 sono forniti da Kappa. Anche la Serie B, dalla stagione 2007-2008 fino a quella 2011-2012, è stata rifornita da Nike, mentre dalla 2012-2013 alla 2016-2017 è stato Puma il fornitore ufficiale di palloni, per poi essere rimpiazzato da Kappa dal 2017-2018. Questa politica pubblicitaria è stata poi intrapresa, anche dalla Lega Pro che per i suoi campionati di Prima e Seconda Divisione (dal 2014-2015 vi è invece un unico campionato), la Coppa Italia e Supercoppa di categoria per le stagioni 2008-2009 e 2009-2010 è stata rifornita da Umbro, mentre dalla stagione 2010-2011 a quella 2017-2018 si è affidata a Puma, passando ad Erreà da quella 2018-2019. Dalla stagione 2008-2009 anche la Serie D e la sua Coppa Italia di categoria hanno il loro fornitore di palloni, Molten, rimpiazzato da Nike dalla stagione 2019-2020 e successivamente da Puma dal 2022-2023.
Prima dell'introduzione del pallone unico, comune a tutte le squadre del campionato, la sfera veniva fornita dalla società che giocava la partita in casa, la quale molto spesso era della stessa marca dello sponsor tecnico della squadra ospitante.

### Stadi
Anche gli impianti sportivi dove le squadre giocano le proprie partite non sono sfuggiti alle sponsorizzazioni, con la cessione dei diritti di denominazione su una proprietà immobiliare, offerti a uno sponsor in cambio di un prezzo e di un interesse congiunto alla valorizzazione della proprietà stessa. 
Il primo caso in Italia si ha nel 1995, con il primo stadio di proprietà di una squadra, il Giglio della Reggiana, denominato in questo modo a seguito di un contratto di naming right con l'omonima azienda alimentare, già jersey sponsor dei granata; l'impianto ha mantenuto questo nome fino al 2012, quando è stato rinominato in Città del Tricolore, perdendo dunque la denominazione dello sponsor. Dal 2013, con l'acquisto della struttura da parte della Mapei, a sua volta proprietaria e sponsor del Sassuolo, il nome dell'azienda è stato affiancato a quello originale dell'impianto, divenuto Mapei Stadium-Città del Tricolore.

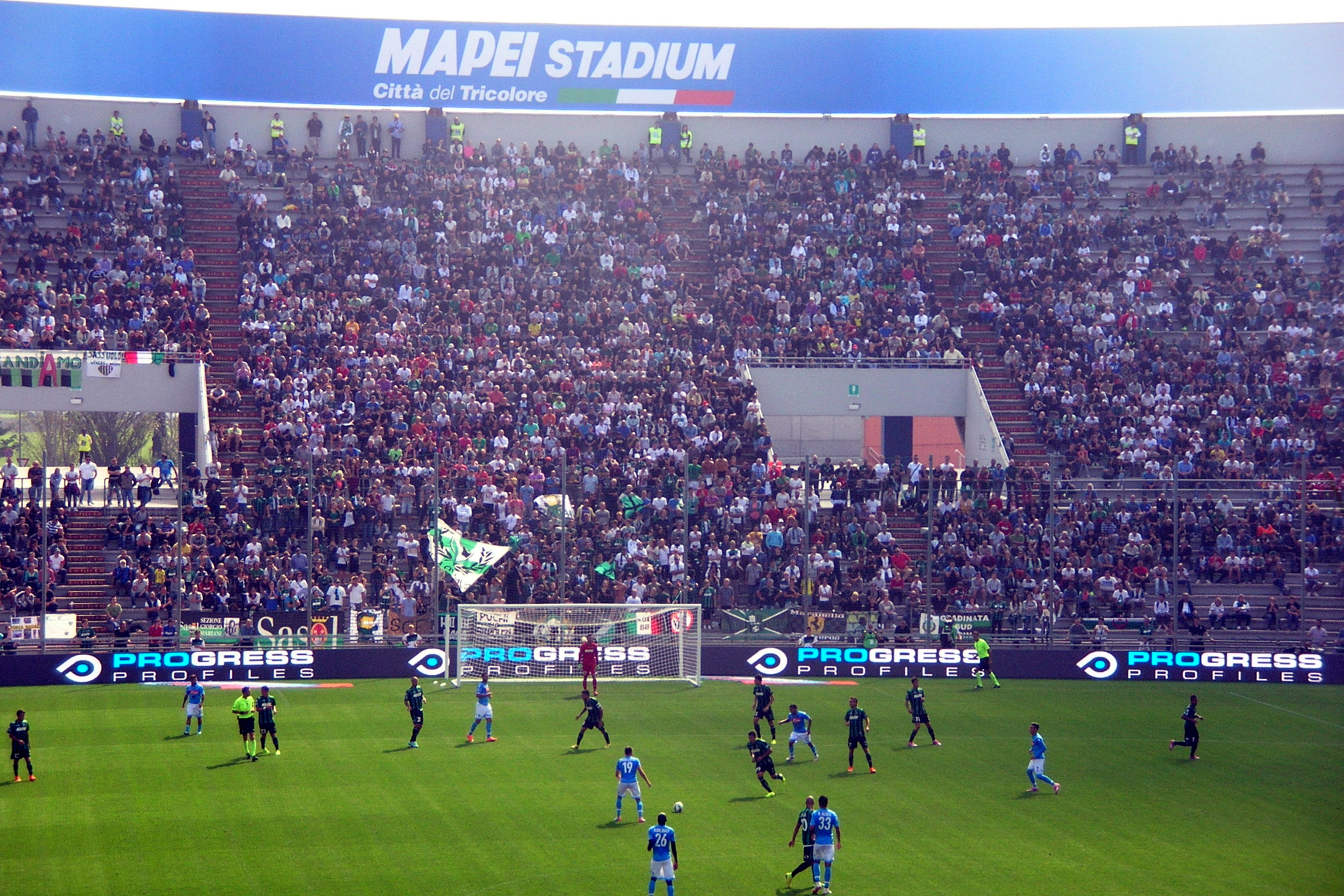
L'insegna commerciale all'interno del Mapei Stadium di Reggio Emilia nel 2014, dopo la cessione dei naming rights dell'impianto

Nel 2007 è il Siena ad avviare questa pratica di sponsorizzazione per il proprio impianto; lo stadio Artemio Franchi cambia denominazione in stadio Artemio Franchi-Montepaschi Arena, in seguito al contratto stipulato con la Banca Monte dei Paschi di Siena, anche in questo caso già sponsor di maglia della squadra toscana. L'impianto è tornato ad assumere il nome originale nel 2013, alla chiusura dell'accordo di sponsorizzazione. Nel 2014 il Cesena ha stipulato un contratto di sponsorizzazione con l'azienda alimentare Orogel, mutando il nome dello stadio Dino Manuzzi in Orogel Stadium-Dino Manuzzi. Nello stesso anno il Foggia ha stretto un accordo semestrale con la società di investimenti in oro Cash Gold, consentendo a questa di affiancare il nome dello stadio Pino Zaccheria; la nuova denominazione dell'impianto pugliese è stata, fino al 2015, quella di stadio CashGold Pino Zaccheria.
Dal 2016 l'impianto dell'Udinese, lo stadio Friuli, dopo una massiccia ristrutturazione viene sponsorizzato dalla casa automobilistica Dacia, già jersey sponsor dei bianconeri; tuttavia la nuova denominazione Dacia Arena è stata solo ufficiosa fino all'inizio della stagione 2016-2017, quando ha ufficialmente affiancato il nome del Friuli in veste di denominazione commerciale. Dal 2017 lo Juventus Stadium, impianto di proprietà della Juventus, ha cambiato nome in Allianz Stadium in seguito alla cessione dei diritti di denominazione alla compagnia di assicurazioni Allianz. Dal 2019 lo stadio Atleti Azzurri d'Italia, dopo essere divenuto di proprietà dell'Atalanta, cambia denominazione in Gewiss Stadium per via della sponsorizzazione da parte dell'azienda d'impiantistica Gewiss. Nel 2021 è il Cagliari che, stringendo un accordo con il gruppo assicurativo Unipol, muta il nome della Sardegna Arena in Unipol Domus. Il 2023 vede altre cessioni dei naming rights di alcuni stadi italiani: l'Udinese, che aveva già abbracciato questa possibilità sette anni prima, stringe un accordo con Bluenergy, rinominando lo stadio Friuli - Dacia Arena in Bluenergy Stadium, oltre all'Empoli che affianca il nome del suo stadio con quello del suo storico sponsor Computer Gross rinominandolo in Stadio Carlo Castellani - Computer Gross Arena, denominazione valida solo per le gare interne giocate dall'Empoli.
Dagli anni 2010 in avanti, il fenomeno della cessione dei naming right si è esteso soprattutto alle serie minori. Alcuni esempi sono il Ciliverghe Mazzano, che in seguito ad accordi con la Sterilgarda Alimenti ha rinominato il suo impianto in Centro sportivo Sterilgarda Mazzano; il Campo sportivo Marullo, stadio della Camaro 1969 e del Città di Messina, che dal 2018 ha mutato denominazione in Campo sportivo Marullo - Despar Stadium, sponsorizzato dalla Despar; l'impianto della Sicula Leonzio, lo stadio Angelino Nobile, che nello stesso anno ha mutato nome, per le sole partite casalinghe, in Sicula Trasporti Stadium-Stadio Angelino Nobile sponsorizzato dalla Sicula Trasporti; lo stadio Brianteo, impianto casalingo del Monza, rinominato in U-Power Stadium a seguito dell'accordo con l'omonima azienda; l'impianto della Virtus Francavilla, lo stadio Giovanni Paolo II che è stato rinominato Nuovarredo Arena; il Frosinone che ha rinominato lo stadio Benito Stirpe affiancandogli il nome PSC Arena in seguito all'accordo con la Prima Sole Components; lo stadio del Campobasso che è stato sponsorizzato dall'azienda canadese Avicor cambiando nome in Avicor Stadium Selvapiana, poi mutato poco tempo dopo in Avicor Molinari Stadium; e infine Pisa che ha aggiunto al nome del suo stadio Arena Garibaldi-Romeo Anconetani la denominazione commerciale Cetilar Arena.